# Leucopis yaromi
Leucopis yaromi är en tvåvingeart som beskrevs av Stephen D. Gaimari och Raspi 2002. Leucopis yaromi ingår i släktet Leucopis och familjen markflugor.
Artens utbredningsområde är Etiopien. Inga underarter finns listade i Catalogue of Life.